# Kong Fanying
Kong Fanying (chinesisch 孔凡影, Pinyin Kǒng Fányǐng; * 27. April 1996 in Harbin) ist eine chinesische Skirennläuferin.

## Karriere
Kong Fanying gab ihr internationales Renndebüt am 28. November 2013 ei einem FIS-Slalom im Genting Ski Resort. Ihr erstes internationales Großereignis bestritt sie 2017 bei den Weltmeisterschaften in St. Moritz. Dort erreichte sie Platz 64 im Slalom und Platz 86 im Riesenslalom. Bis zu diesem Zeitpunkt war sie hauptsächlich bei Rennen des Far East Cups sowie bei FIS-Rennen in Asien an den Start gegangen. Im darauffolgenden Jahr startete sie erstmals bei Olympischen Winterspielen. In Pyeongchang erreichte sie den 55. Rang im Riesenslalom.
2022 nahm Kong Fanying erneut an Olympischen Winterspielen teil. Bei den Wettkämpfen in Peking erreichte sie mit Rang 15 in der Alpinen Kombination das beste Ergebnis einer chinesischen Skirennläuferin in einer Einzeldisziplin bei einem internationalen Großereignis.

## Erfolge

### Olympische Winterspiele
- Pyeongchang 2018: 55. Riesenslalom, DNF Slalom
- Peking 2022: 15. Alpine Kombination, 15. Mannschaft, 31. Abfahrt, 40. Riesenslalom, 41. Super-G, 47. Slalom

### Weltmeisterschaften
- St. Moritz 2017: 64. Slalom, 86. Riesenslalom
- Åre 2019: 66. Riesenslalom, DNF Slalom

### Far East Cup
- 2 Platzierungen unter den besten 10

### Weitere Erfolge
- 8 Siege bei FIS-Rennen